# Eerste klasse 1938-39 (voetbal België)
Het seizoen 1938/39 van de Belgische Eerste Klasse begon in de zomer van 1938 en eindigde in de lente van 1939. De competitie telde 14 clubs. Beerschot AC werd voor de twee opeenvolgende maal landskampioen. Het was de zevende landstitel voor de Antwerpse club.

## Gepromoveerde teams
Deze teams waren gepromoveerd uit de Tweede Klasse voor de start van het seizoen:
- K. Boom FC (kampioen in Eerste Afdeeling A)
- Cercle Brugge KSV (kampioen in Eerste Afdeeling B)

## Degraderende teams
Deze teams degradeerden naar Tweede Klasse op het eind van het seizoen:
- Daring Club de Bruxelles SR
- Club Brugge KV

## Eindstand
|   |    |                             | P  | W  | G  | V  | +  | -  | DS  | Ptn |
| - | -- | --------------------------- | -- | -- | -- | -- | -- | -- | --- | --- |
| K | 1  | R. Beerschot AC             | 26 | 19 | 3  | 4  | 70 | 29 | 41  | 41  |
|   | 2  | K. Liersche SK              | 26 | 13 | 8  | 5  | 67 | 37 | 30  | 34  |
|   | 3  | R. OC de Charleroi          | 26 | 15 | 3  | 8  | 60 | 44 | 16  | 33  |
|   | 4  | KV Mechelen                 | 26 | 14 | 4  | 8  | 64 | 45 | 19  | 32  |
|   | 5  | RSC Anderlecht              | 26 | 11 | 6  | 9  | 45 | 47 | -2  | 28  |
|   | 6  | Union Royale Saint-Gilloise | 26 | 9  | 6  | 11 | 57 | 60 | -3  | 24  |
|   | 7  | K. Boom FC                  | 26 | 9  | 6  | 11 | 40 | 55 | -15 | 24  |
|   | 8  | R. Antwerp FC               | 26 | 8  | 7  | 11 | 53 | 51 | 2   | 23  |
|   | 9  | R. Standard Club Liège      | 26 | 8  | 7  | 11 | 62 | 67 | -5  | 23  |
|   | 10 | R. White Star AC            | 26 | 8  | 6  | 12 | 45 | 64 | -19 | 22  |
|   | 11 | Cercle Brugge KSV           | 26 | 8  | 6  | 12 | 38 | 56 | -18 | 22  |
|   | 12 | KAA Gent                    | 26 | 7  | 7  | 12 | 32 | 37 | -5  | 21  |
| D | 13 | Daring Club de Bruxelles SR | 26 | 4  | 12 | 10 | 31 | 48 | -17 | 20  |
| D | 14 | Club Brugge KV              | 26 | 6  | 5  | 15 | 40 | 64 | -24 | 17  |

P: wedstrijden gespeeld, W: wedstrijden gewonnen, G: gelijke spelen, V: wedstrijden verloren, +: gescoorde doelpunten, -: doelpunten tegen, DS: doelsaldo, Ptn: totaal punten
K: kampioen, D: degradeert
1895/96 · 1896/97 · 1897/98 · 1898/99 · 1899/00 · 1900/01 · 1901/02 · 1902/03 · 1903/04 · 1904/05 · 1905/06 · 1906/07 · 1907/08 · 1908/09 · 1909/10 · 1910/11 · 1911/12 · 1912/13 · 1913/14 · 1914/15 · 1915/16 · 1916/17 · 1917/18 · 1918/19 · 
1919/20 · 1920/21 · 1921/22 · 1922/23 · 1923/24 · 1924/25 · 1925/26 · 1926/27 · 1927/28 · 1928/29 · 1929/30 · 1930/31 · 1931/32 · 1932/33 · 1933/34 · 1934/35 · 1935/36 · 1936/37 · 1937/38 · 1938/39 · 1939/40 · 1940/41 · 1941/42 · 1942/43 · 1943/44 · 1944/45 · 1945/46 · 1946/47 · 1947/48 · 1948/49 · 1949/50 · 1950/51 · 1951/52 · 1952/53 · 1953/54 · 1954/55 · 1955/56 · 1956/57 · 1957/58 · 1958/59 · 1959/60 · 1960/61 · 1961/62 · 1962/63 · 1963/64 · 1964/65 · 1965/66 · 1966/67 · 1967/68 · 1968/69 · 1969/70 · 1970/71 · 1971/72 · 1972/73 · 1973/74 · 1974/75 · 1975/76 · 1976/77 · 1977/78 · 1978/79 · 1979/80 · 1980/81 · 1981/82 · 1982/83 · 1983/84 · 1984/85 · 1985/86 · 1986/87 · 1987/88 · 1988/89 · 1989/90 · 1990/91 · 1991/92 · 1992/93 · 1993/94 · 1994/95 · 1995/96 · 1996/97 · 1997/98 · 1998/99 · 1999/00 · 2000/01 · 2001/02 · 2002/03 · 2003/04 · 2004/05 · 2005/06 · 2006/07 · 2007/08 · 2008/09 · 2009/10 · 2010/11 · 2011/12 · 2012/13 · 2013/14 · 2014/15 · 2015/16 · 2016/17 · 2017/18 · 2018/19 · 2019/20 · 2020/21· 2021/22 · 2022/23 · 2023/24 · 2024/25